# 吳本泰
吴本泰（1574年—？），字美子，號梅里，又号藥師，晚号雨菴，浙江海宁县籍仁和縣人。明朝政治人物。

## 生平
崇禎六年（1633年）癸酉科順天鄉試六十名舉人，崇禎七年（1634年）联捷甲戌科進士，九年任顺天府乡试同考官，十年授行人司行人，十四年考选，升吏部考功司主事，十五年调文选司，十六年改南京礼部儀制司主事，升员外郎，升吏部郎中，仕至尚寶司丞。诗文词赋，时人目为「渊海」。明亡后，隐居不出。順治四年（1647年）隐居西溪，著有《西溪梵隐志》四卷。

## 家族
曾祖吴炅，祖吴瑀，父吴应彰。

## 著作
著有《论语颂》、《使星堂纂》、《西溪梵隐志》四卷。

## 引用
1. ↑  《崇祯七年甲戌科进士履历便览》：吴本泰，曾祖炅，祖瑀，父应彰。梅里，易一房，庚子年十月初四日生，杭州府海宁籍仁和县人，癸酉乡试，会一百五十名，三甲二百三十五名，吏部观政，丙子顺天同考，丁丑授行人，辛巳考选吏部考功司主事，壬午升文选，癸未改南礼部儀制司主事。
2. ↑  《海宁县志》：吴本泰，字梅里，崇祯甲戌进士，时年六十一矣。深于经术，凡官方、兵制、国计、边防、屯田、河渠，一切利弊，无不毕究。平台召见，条对称㫖，超擢吏部郎中，累迁尚寳司丞。诗文词赋，时人目为「渊海」。有论语颂、使星堂纂、西溪梵隐志行世。
3. ↑  《浙江通志》：吴本泰，字美子，号药师，又号雨庵，仁和人。崇祯甲戌进士，除行人，授吏部主事，改南京礼部，历郎中。甲申后，隐居不出。西溪有蒹葭里，岁丁亥，雨庵自海上迁避，卜居于是。其地近秋雪、曲水诸庵，与僧智一、寂瑞，闽僧道援辈，往还参叩。园居饶篁竹而乏梅，智一移赠古梅数本，地种之，因自号西溪种梅道者。著《西溪梵隐志》四卷。